# Ioan al II-lea de Amalfi
Ioan al II-lea (d. 1069) a fost duce de Amalfi de la 1029 la 1069, cu mai multe întreruperi, fiind ultimul duce de Amalfi cu oarecare rezonanță anterior cuceririi normanzilor din 1073.
Ioan a fost fiul ducelui Sergiu al II-lea de Amalfi cu Maria de Capua, sora principelui Pandulf al IV-lea de Capua.
În 1014, el a fost numit co-regent și succesor al tatălui său. În 1028, alături de tatăl său, a plecat în refugiu la Constantinopol, în vreme ce mama sa, Maria, si fratele mai mic, Manso al II-lea au uzurpat puterea la instigarea unchiului lui, Pandulf de Capua. În 1029, Ioan (fără tatăl său) a revenit și și-a reafirmat autoritatea, depunând atât pe mama cât și pe fratele său Manso.
În 1031, Ioan l-a numit pe fiul său, Sergiu al III-lea drept co-regent și succesor, iar el a primit titlul de patrikios din partea împăratului Roman al III-lea al Bizanțului, așa cum primise și tatăl său în 1010 de la Vasile al II-lea. În aprilie sau mai 1034, Ioan a fost silit să părăsească din nou Amalfi, de această dată ca urmare a faptului că Pandulf de Capua cucerise Gaeta încă din 1032 și amenința celelate orașe de coastă, inclusiv Napoli, unde Ioan și-a găsit adăpost, în condițiile în care ducele Sergiu al IV-lea de Neapole acordase refugiu și ducelui depus de Gaeta, Ioan al V-lea. Pandulf a căsătoria sorei lui Ioan cu normandul Rainulf Drengot, mercenar care recent rămăsese văduv după moartea sorei ducelui de Neapole. Astfel, Pandulf s-a folosit de nepoata și de sora sa pentru a acapara puterea în Amalfi și i-a îndepărtat pe susținătorii normanzi de lângă ducele Sergiu de Neapole.
În 1038, împăratul Conrad al II-lea l-a depus pe Pandulf, astfel încât Ioan a putut să revină la Amalfi. El l-a orbit pe fratele său Manso și l-a exilat pe insula Sirenuse, în timp ce s-a reconciliat cu mama sa, Maria de Capua, alături de care a continuat să co-guverneze. În aprilie 1039, amenințat fiind de principele Guaimar al IV-lea de Salerno, Ioan a fugit împreună cu fiul său în Grecia. Ioan a continuat să își organizeze propria restaurație și a întărâtat o răscoală care a condus la alungarea fratelui său orbit din Amalfi în aprilie 1052. Amalfitanii au refuzat să plătească taxele impuse de protectorul lui Manso, Guaimar de Salerno, și lupta a izbucnit. Guaimar a fost asasinat în iunie la instigarea amalfitanilor, iar Ioan al II-lea s-a putut întoarce la conducerea ducatului în octombrie. L-a exilat încă o dată pe fratele său Manso și pe fiul acestuia, Guaimar al II-lea de Amalfi, care domnise sub tutela salernitană.
Pe parcursul sejurului în Constantinopol, Ioan a primit titlurile bizantine de anthypatos și vestes.
Prin incitarea la revoltă atât în Amalfi cât și în Salerno împotriva lui Guaimar al IV-lea, Ioan a atras mânia și dorința de răzbunare a fiului și succesorului lui Guaimar, Gisulf al II-lea de Salerno. El a trebuit să se confrunte cu tratamentele aplicate de Gisulf asupra negustorilor amalfitani și cu amenințările continue ale acestuia. În cele din urmă, cei doi au încheiat pacea.
În 1055, Ioan a promulgat o charta iudicii, singura de acest tip din întreaga istorie a statului amalfitan. Restul domniei sale a fost lipsit de evenimente majore și a decurs în liniște. După ce a murit în 1069, a fost succedat de fiul său Sergiu al III-lea.